# Feleacu, Cluj
Feleacu, mai demult Feleac (în maghiară Erdőfelek, colocvial Felek, în germană Fleck), este satul de reședință al comunei cu același nume din județul Cluj, Transilvania, România. Feleacu este cel mai vechi sat românesc din Cluj, sărbătorit la 650 de ani de atestare documentară la data de 1 iulie 2017.
De pe dealul pe care se află satul se poate vedea o panoramă frumoasă a Clujului.

## Geografie
Localitatea Feleacu se situează la doar 7 km de reședința de județ, Cluj-Napoca, pe culmea dealului Feleacului, la o altitudine medie de 711 m.
Satul Feleacu se află așezat pe masivul Feleacului, situat la întâlnirea Podișului Someșan și Câmpia Transilvaniei. Masivul este orientat pe direcția est-vest, pe o lungime de 20 km, de-a lungul căreia se află mai multe înălțimi: Vârful Peana (832 m), Dealul Feleac (744 m), Măgura Sălicii (824 m).
Din 2005, localitatea are și o pârtie de schi cu lungime de 800 de metri, dotată cu tunuri de zăpadă artificială și teleschi.

## Istoric
Satul a fost întemeiat în 1 iulie 1366, prin așa numita hotărnicire prin care Ludovic I a aprobat colonizarea a 20 de familii de grăniceri români din Mărginimea Sibiului pe locul denumit în germană „Fleck” (de aici provin numele maghiar și numele românesc al satului). Celor 20 de familii le-a fost încredințată paza și întreținerea drumului care străbătea Pădurea Feleacului dinspre Cluj spre Turda. În lunile următoare, în iarna dintre 1366 și 1367, Feleacul este consemnat ca sat, apărând pentru prima dată numele de "Felea".
Locuitorii satului românesc Feleacu (villa olachorum Felek) aveau obligația de a apăra vechiul drum ce ducea spre Turda, de hoți și tâlhari. Devenind possessio a Clujului, ca urmare a unei donații făcute de regele Sigismund de Luxemburg, acest sat a fost scos de sub jurisdicția voievodului și a comitelui, fiind supus autorității judelui clujean. În schimbul serviciului practicat, felecanii (nume dat locuitorilor din Feleacu, folosit și in prezent) au fost scutiți de dijma denumită quinquagesima ovium sau ("datul oilor" – fiecare al L-lea cârlan  și o oaie cu miel), obligație feudală exclusivă a comunităților românești din Transilvania.
Prin documentul menționat mai sus, satul, care atârna de voievodul Transilvaniei, este scos de sub aceste autorități și dăruit orașului regesc Cluj, populat atunci de oaspeți germani.
Mai târziu, Feleacu a devenit, între anii 1480 și 1530, sediu metropolitan – scaun al Mitropoliei Severinului și a Ardealului. Mai mult, aici a fost ridicată, după anul 1486, o biserică a cărei ctitorire este atribuită fie lui Matia Corvin, fie Ștefan cel Mare, sau chiar împărătesei Maria Tereza. Ipoteza cea mai dezvoltată este cea care atribuie acest efort domnitorului moldovean, care astfel ar fi dorit să sprijine existența Mitropoliei de la Feleac. Locuitorii au recunoscut, de altfel, această ipoteză, ridicând, la rândul lor, un bust al lui Ștefan cel Mare în fața vechii biserici din comună.
La cca 0,5 km sud-est de sat (pe Valea Mănăstirii – “Valle Monaster”), pe Harta Iosefină a Transilvaniei din 1769-1773 (Sectio 095) este marcat amplasamentul unei mănăstiri (“Monostor“).

## Viața religioasă
Între 1486 și 1488 a fost ridicată din piatră, o biserică, în stil gotic, cu hramul  "Sfintei Paraschiva" (martiră, secolul al II-lea, pe timpul lui Antonin Piosul, sărbătorită la 26 iulie) și "Adormirea Maicii Domnului" (sărbătoare de pe 15 august), pe locul uneia mai vechi (probabil din lemn), pentru valahii de aici. Un timp aici a funcționat o episcopie ortodoxă, primul fiind un episcop grec, pe nume Marcu, urmat pe la 1488 de episcopul Daniil, sub care s-a ridicat biserica de piatră. La 1538 este consemnat un alt episcop, pe nume Petru, iar din 1550 nu mai este amintit nici un ierarh ortodox cu reședința în Feleac. Biserica veche din Feleac, aflată astăzi în administrarea Arhiepiscopiei Vadului, Feleacului și Clujului, este înscrisă pe lista monumentelor istorice din județul Cluj, elaborată de Ministerul Culturii și Patrimoniului Național din România în anul 2010 (cod LMI CJ-II-m-A-07613). Unele lucrări istoriografice au vehiculat, având în vedere precedentul de la Vad și unele elemente arhitecturale ale edificiului, implicarea lui Ștefan cel Mare în ridicarea lăcașului și deci, în a unei a doua episcopii ortodoxe în Ardeal. Istoricul Adrian Andrei Rusu consideră însă ipoteza ca nefondată.
Edificiul eclezial este de tip biserică-sală, cu picturi murale interioare și icoane executate de zugravul Nistor din Feleacu, în perioada 1760-1765, când biserica era deja greco-catolică. Nicolae Iorga datează construcția cea veche la mijlocul secolului al XV-lea, în timpul domniei lui Ioan de Hunedoara. La sfârșitul secolului al XIX-lea a fost instalat un bust al lui Ștefan cel Mare la vest de biserică, pe cheltuiala lui Gheorghe Sion. Biserica a fost restaurată în anul 1925, sub patronajul regelui Ferdinand al României, după planurile arhitectului Károly Kós, când a fost ridicat și turnul. Sfințirea lăcașului de cult a fost făcută de către episcopul unit de Gherla de atunci, Dr. Iuliu Hossu, viitorul cardinal. 

### Vechea mănăstire
Este amintită existența unei mănăstiri la 1681 pe o inscripție de pe o carte slavonă aflată în proprietatea bisericii din Feleac. Mai târziu, după trecerea la unirea religioasă cu Roma (la 1698), biserica este consemnată pe timpul episcopuIui unit de la Blaj Grigore Maior. Biserica rămâne greco-catolică, până în 1948, anul când autoritățile comuniste au scos Biserica Română Unită în afara legii, iar lăcașurile de cult ale acesteia au fost trecute sub administrarea Bisericii Ortodoxe Române. Averea vechii biserici din Feleac constă dintr-un arător de 2 găleți și un fânaț de 1 car de fân. 

## Date economice
- Exploatări de nisipuri cuarțoase.
- Pomicultură (meri, peri, pruni).
- Confecționarea unor unelte din lemn și a unor instrumente populare.
- Producția de sere și solarii (https://seretransilvania.ro)

## Personalități
- Ștefan Micle (1820-1878), profesor de fizică, rector al Universității din Iași și soț al poetei Veronica Micle
- Maria Balea (n. 1962), grafician

## Obiective turistice
- Biserica ortodoxă din Feleacu
- Mănăstirea "Sfânta Troiță" și Casa-muzeu
- Valea Morilor (rezervație naturală botanică, 1 ha)
- Valea Căprioarelor (zonă peisagistică protejată).
- Pârtia de schi de la Feleacu (https://www.partiafeleacu.ro)

## Galerie de imagini

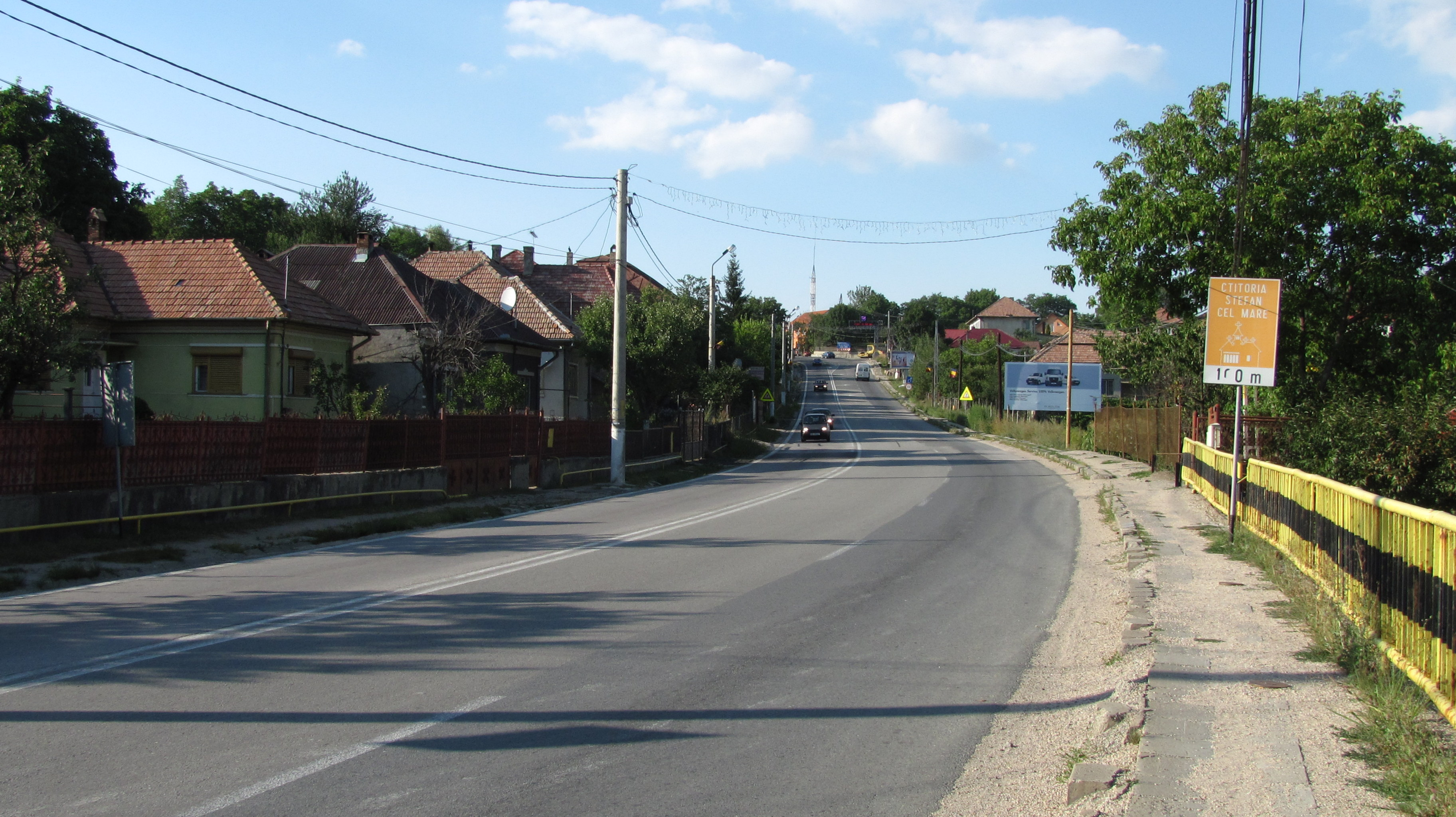
Feleacu, Cluj
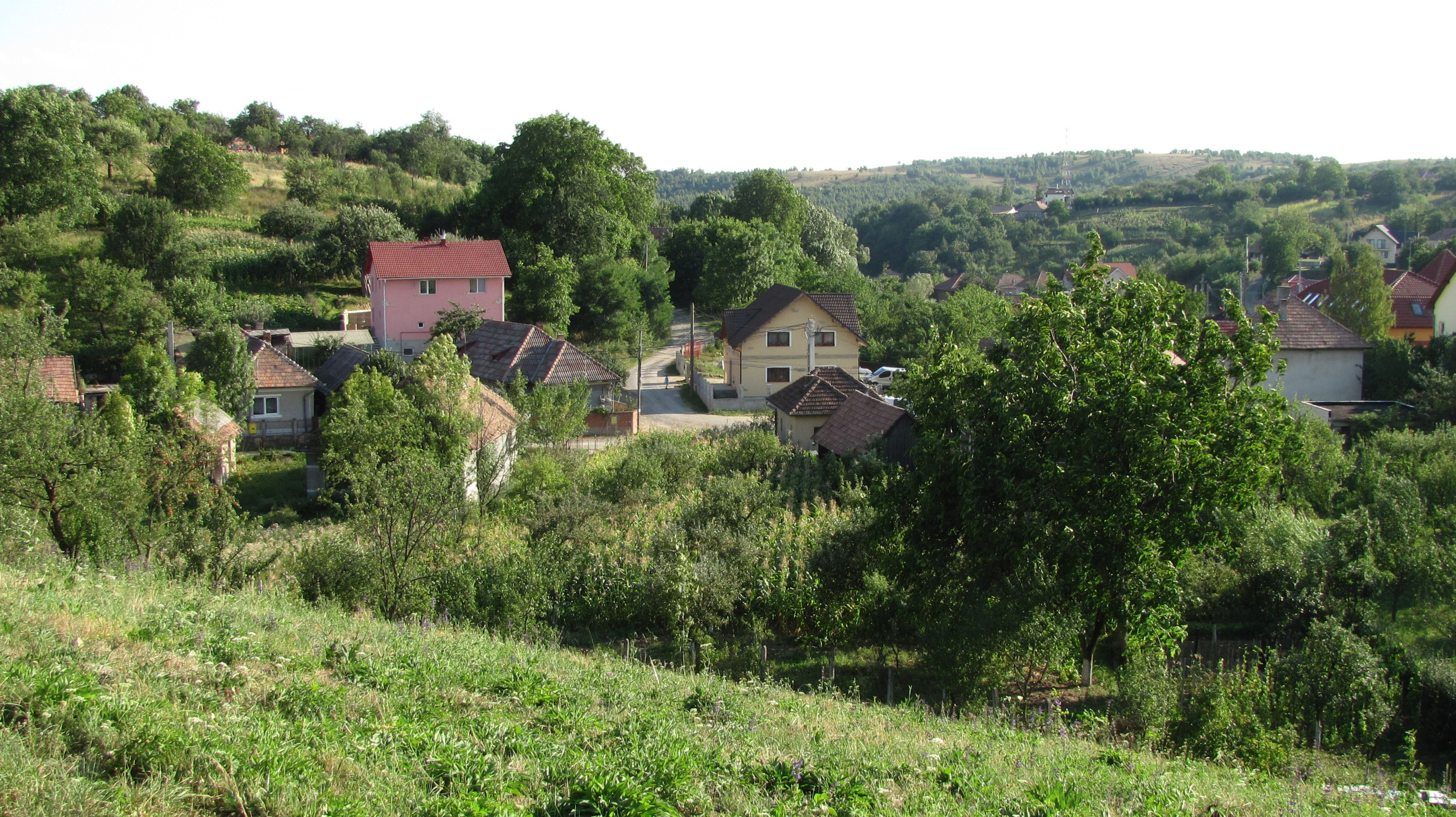
Feleacu, Cluj
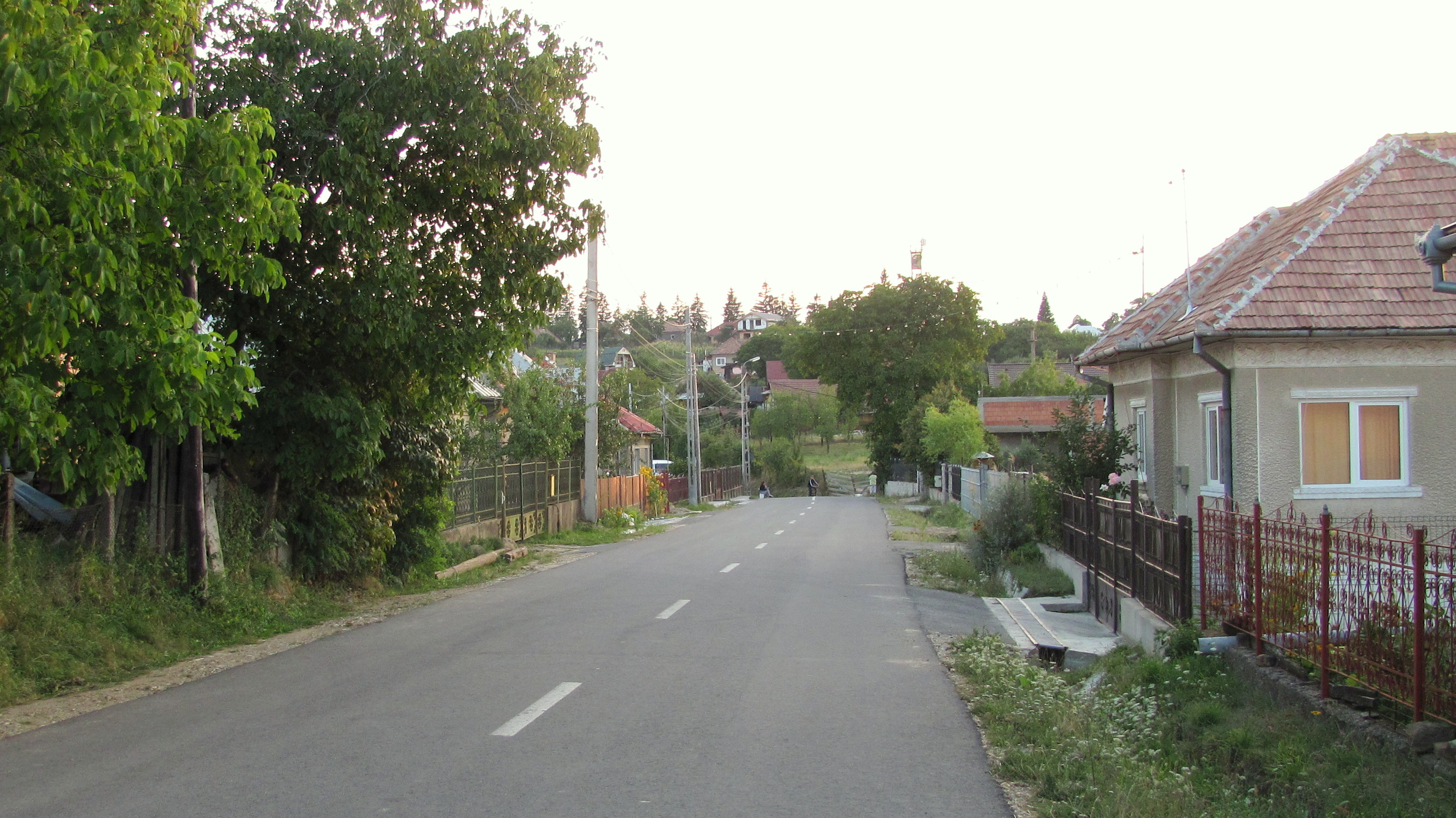
Feleacu, Cluj
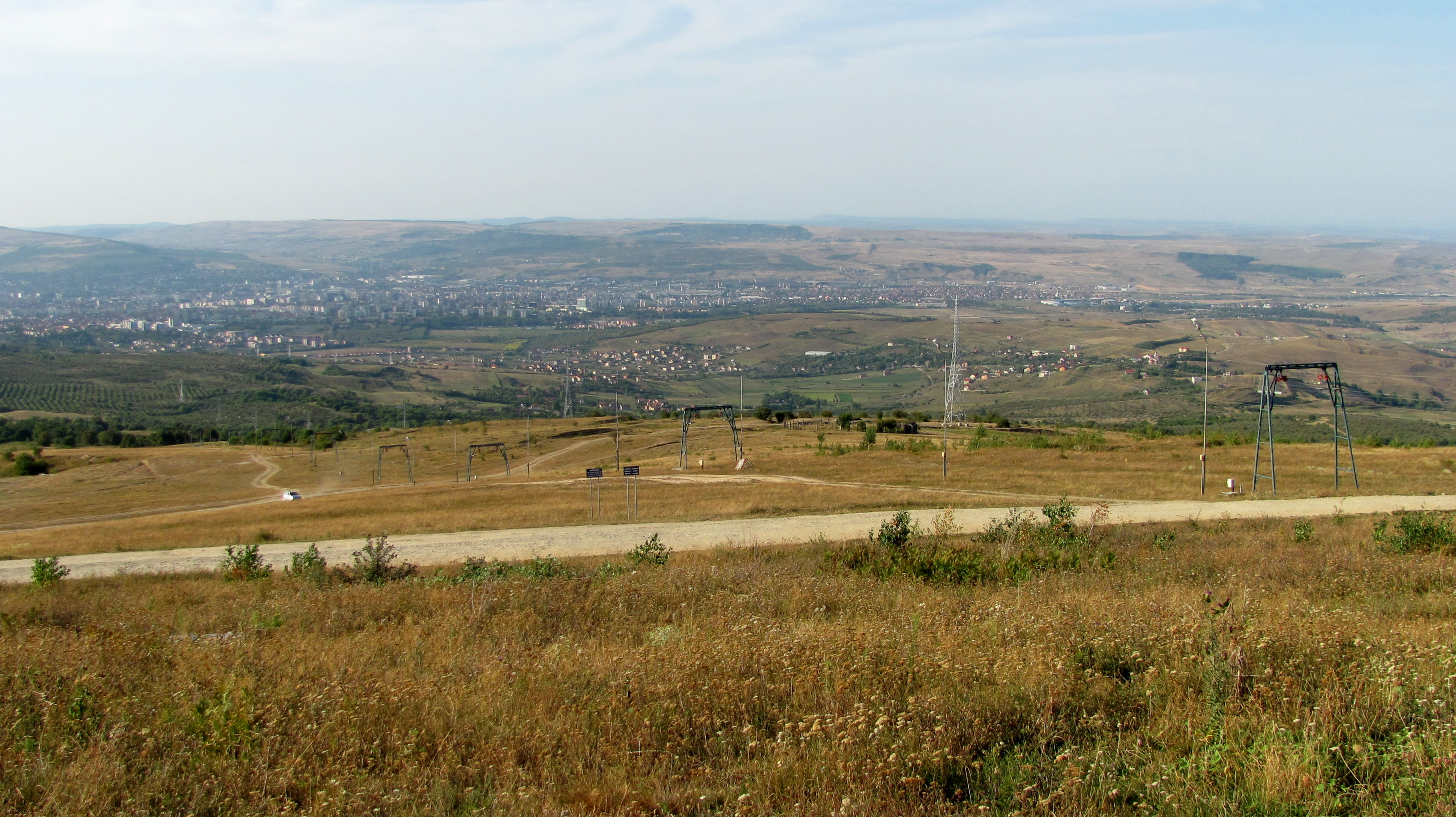
Feleacu, văzut din depărtare
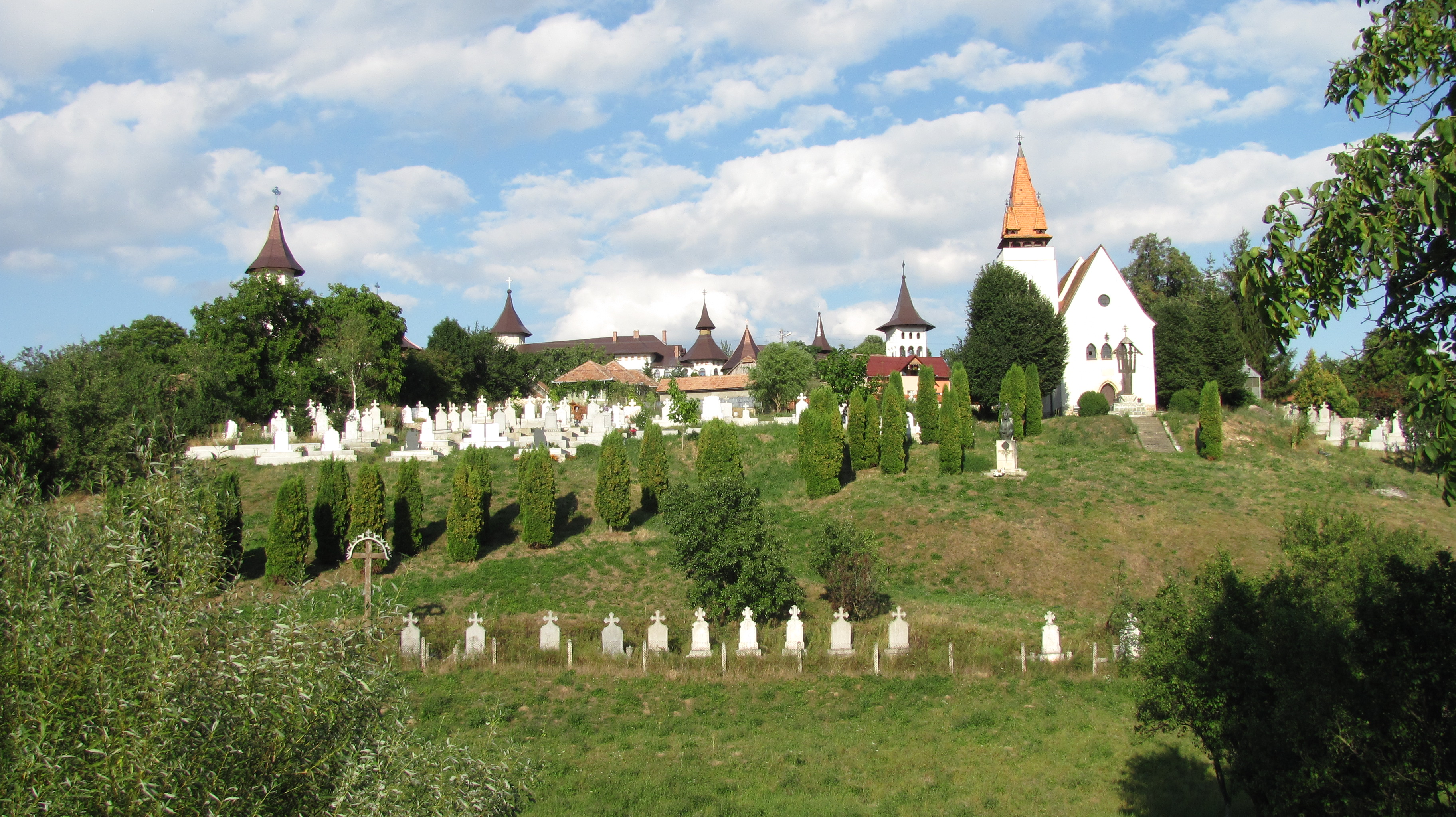
Biserica Ortodoxă cu hramul "Sfânta Paraschiva" (Feleacu, Cluj)
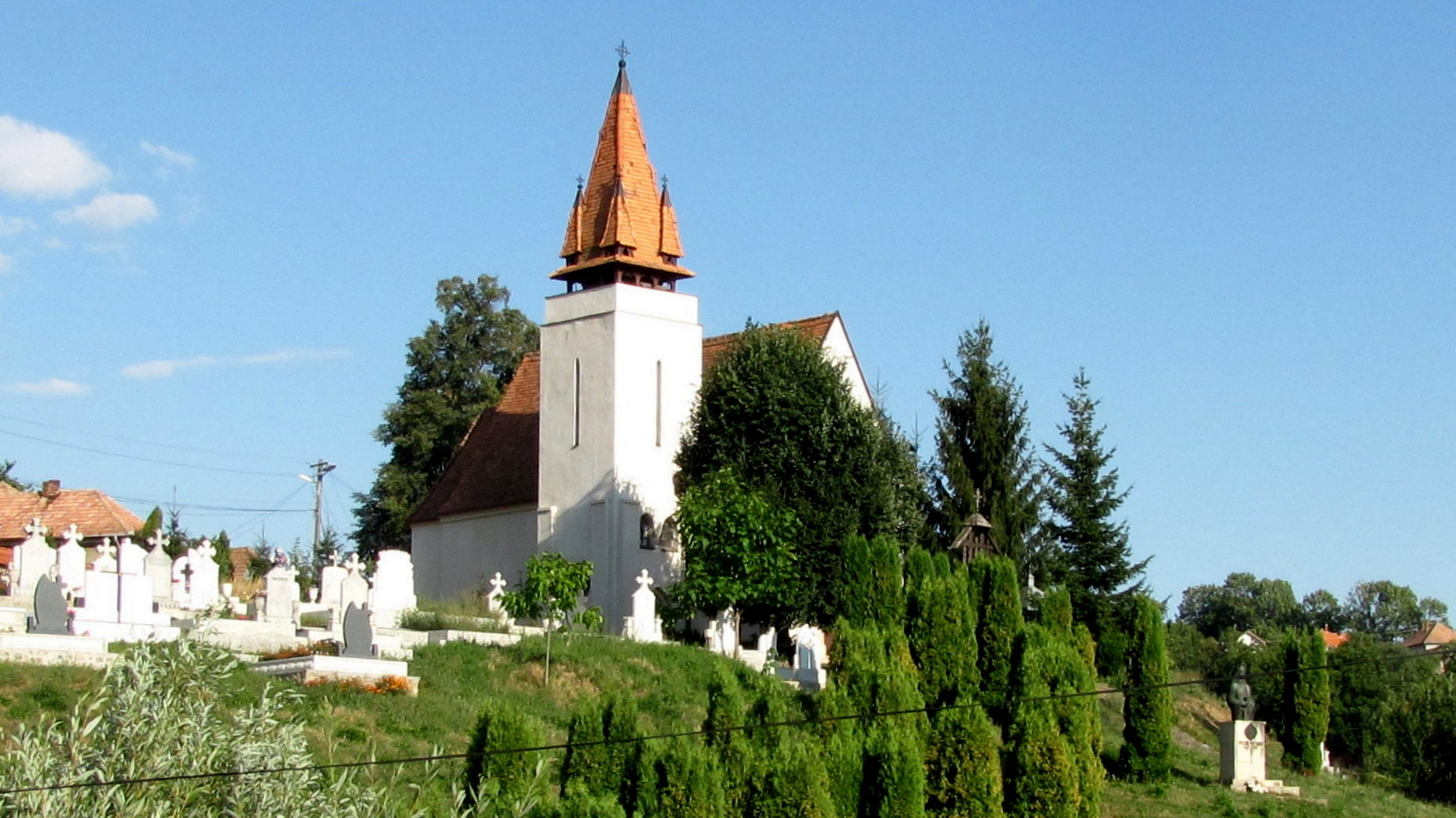
Biserica Ortodoxă cu hramul "Sfânta Paraschiva (Feleacu, Cluj)
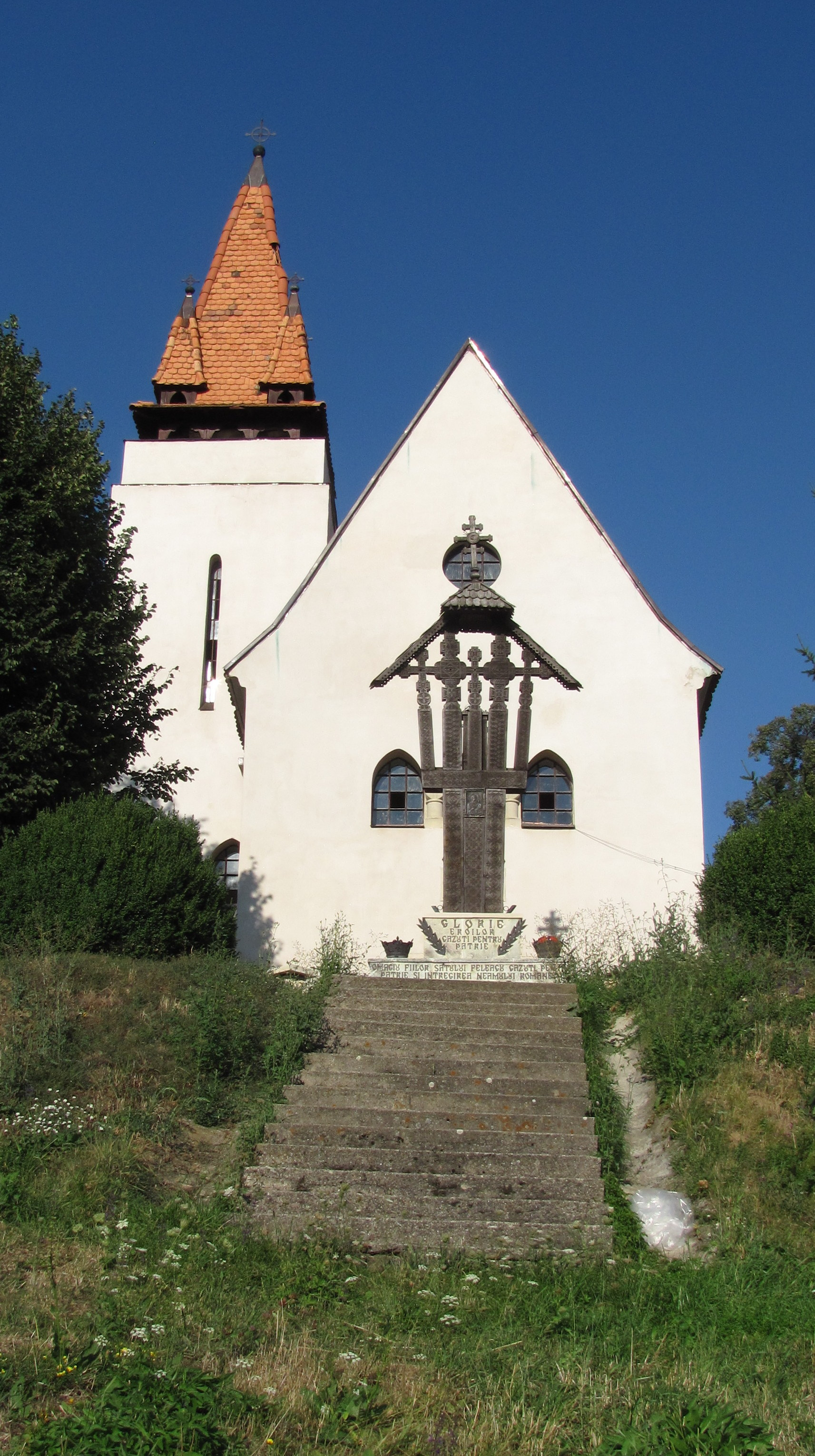
Biserica Ortodoxă cu hramul "Sfânta Paraschiva (Feleacu, Cluj)
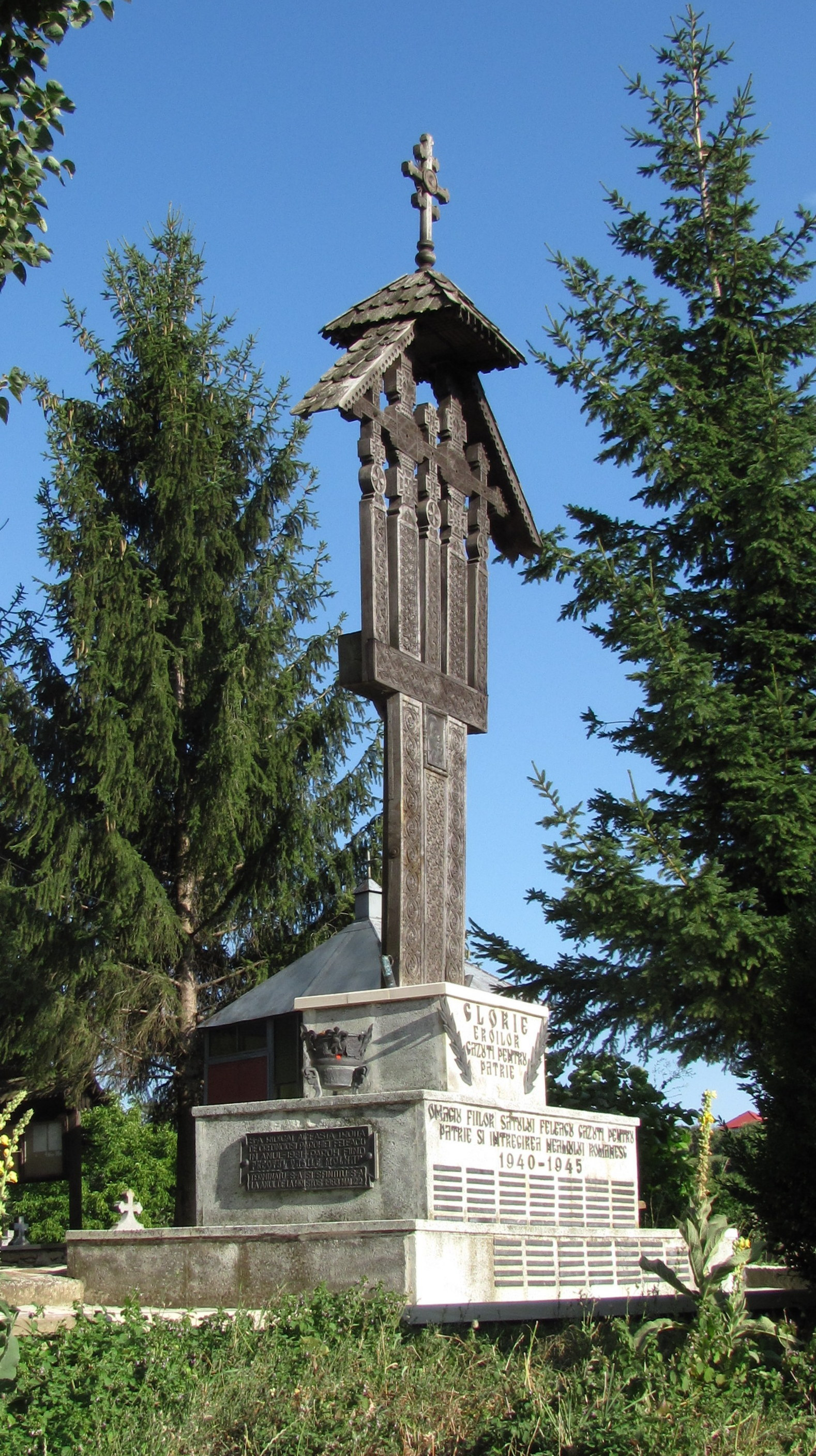
Monumentul "Glorie Eroilor căzuți pentru Patrie" (Feleacu, Cluj)
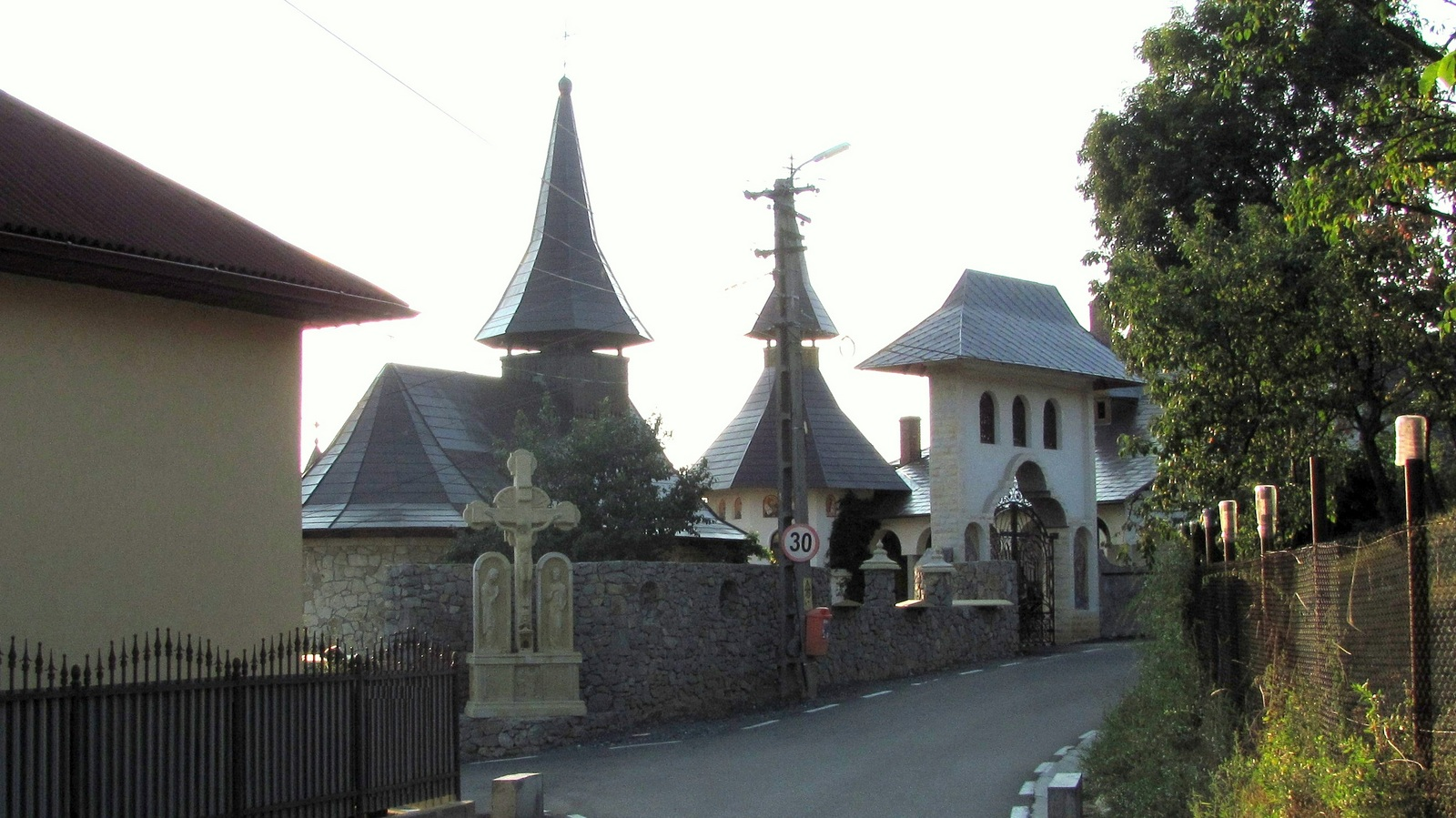
Mănăstirea "Sfânta Troiță" (Feleacu, Cluj)
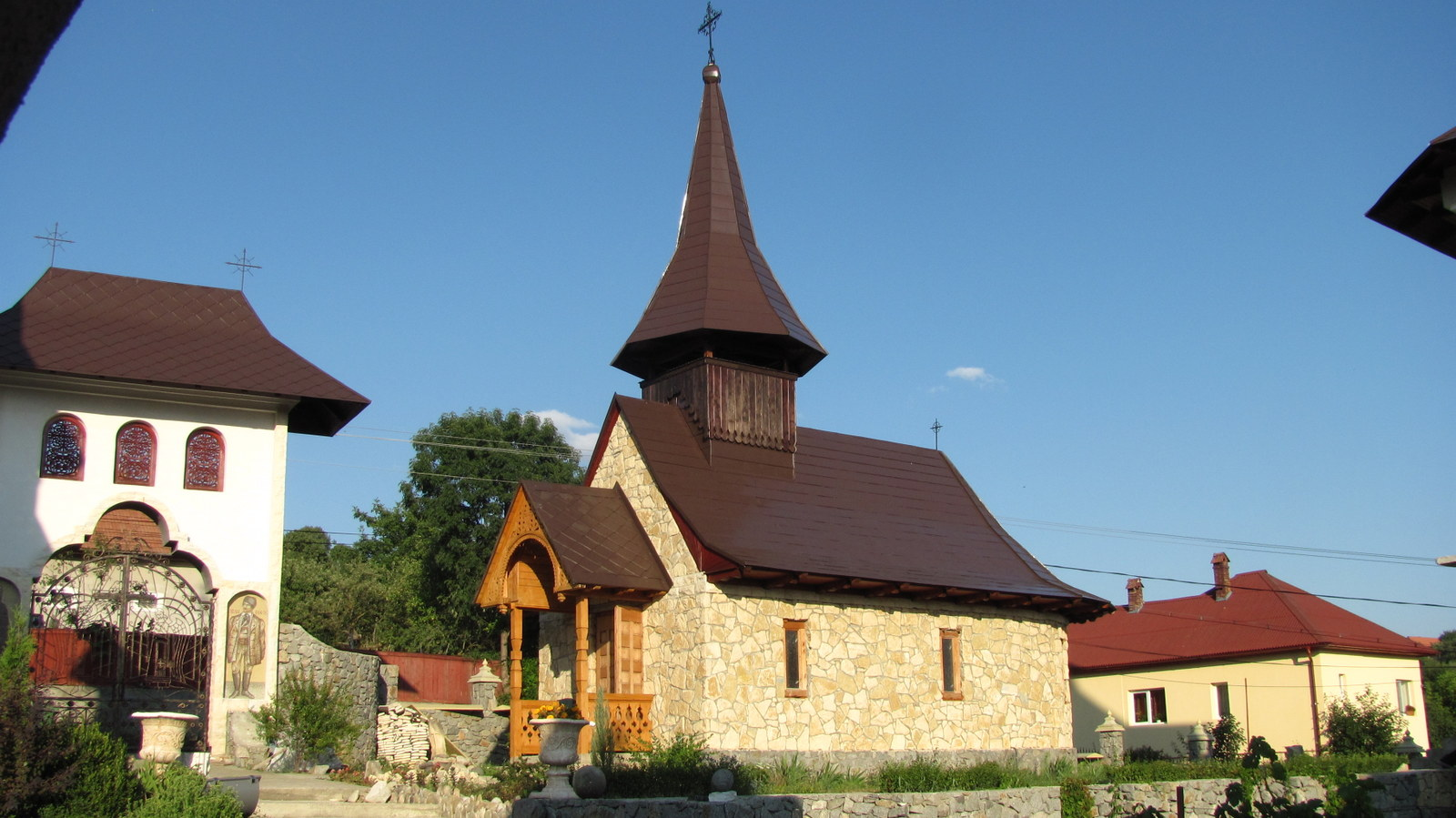
Mănăstirea "Sfânta Troiță". Paraclisul mănăstiresc cu hramul Sfântului Voievod Ștefan cel Mare al Moldovei (Feleacu, Cluj)
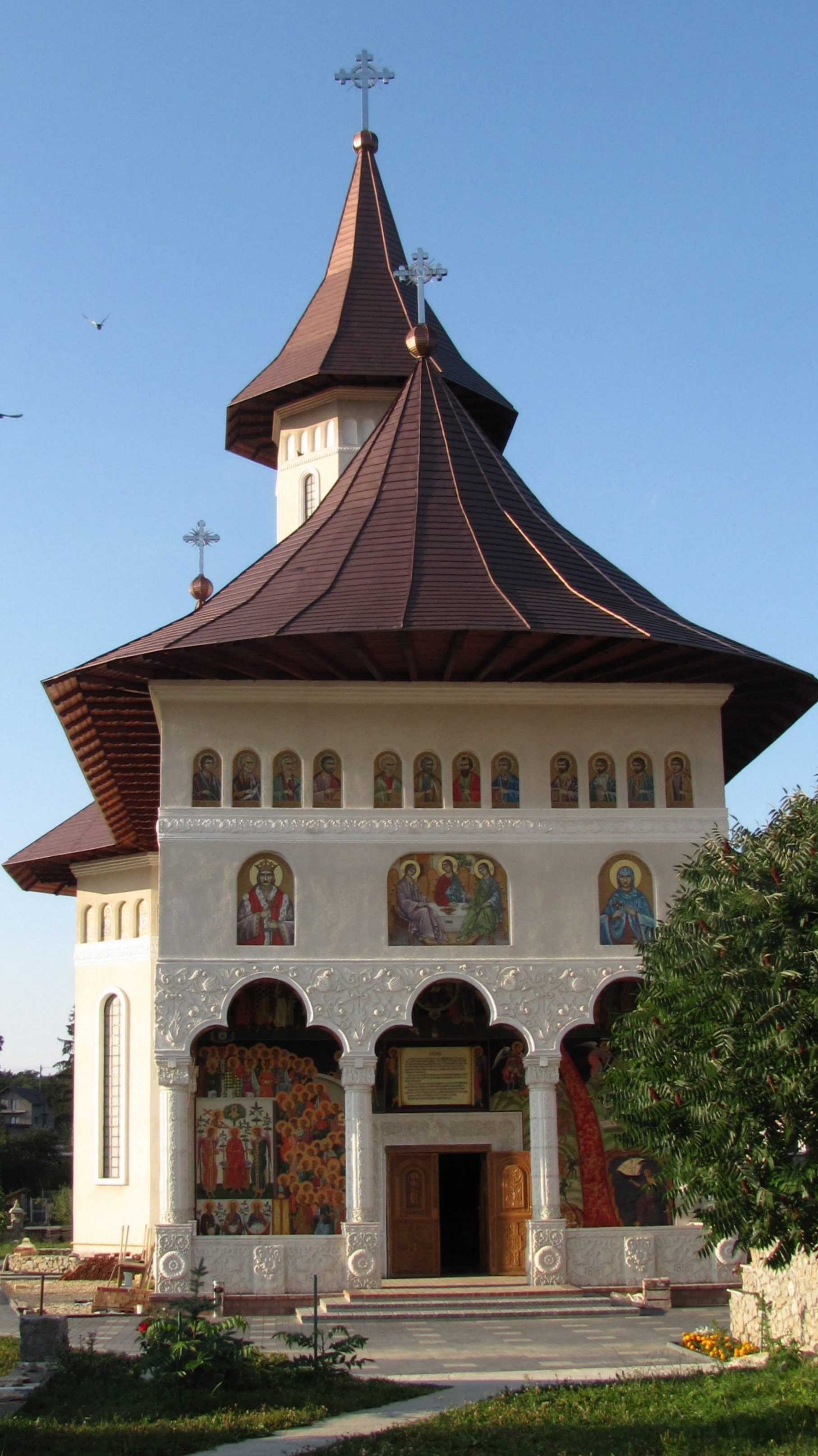
Mănăstirea "Sfânta Troiță". Biserica mare cu hramul "Sfânta Troiță" (Feleacu, Cluj)
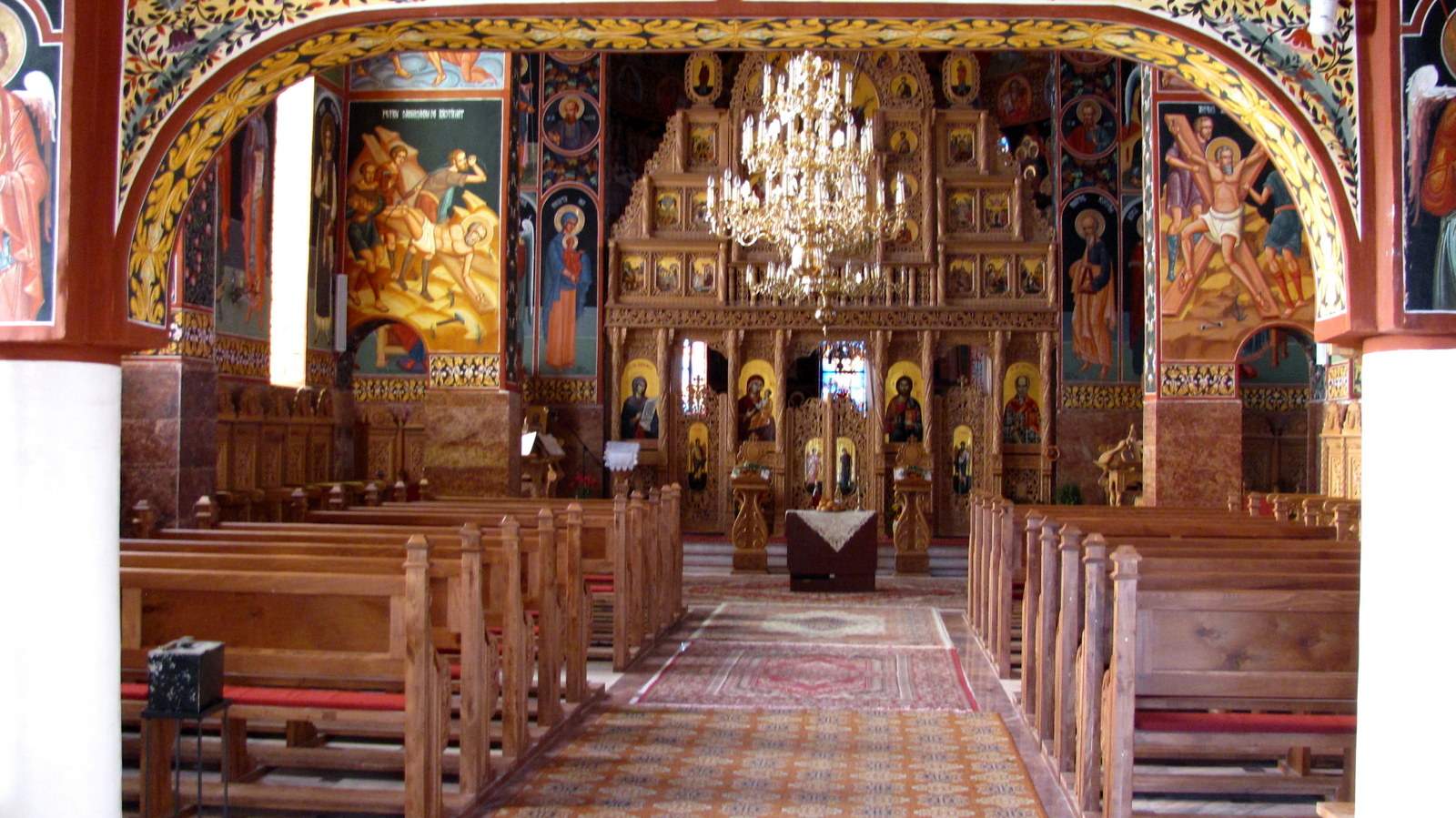
Mănăstirea "Sfânta Troiță". Interiorul bisericii mari cu hramul "Sfânta Troiță" (Feleacu, Cluj)
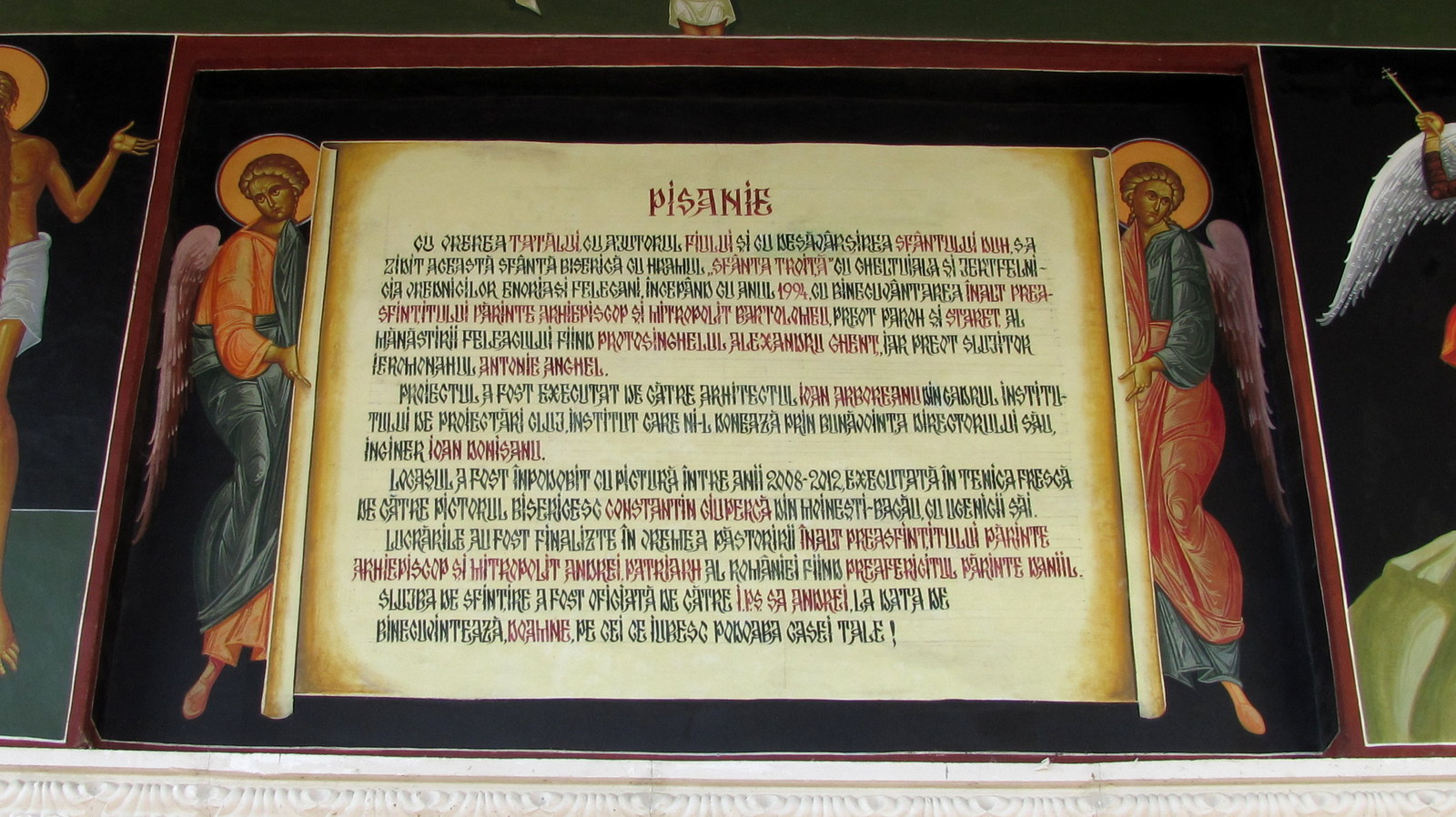
Mănăstirea "Sfânta Troiță". Pisania bisericii mari cu hramul "Sfânta Troiță" (Feleacu, Cluj)
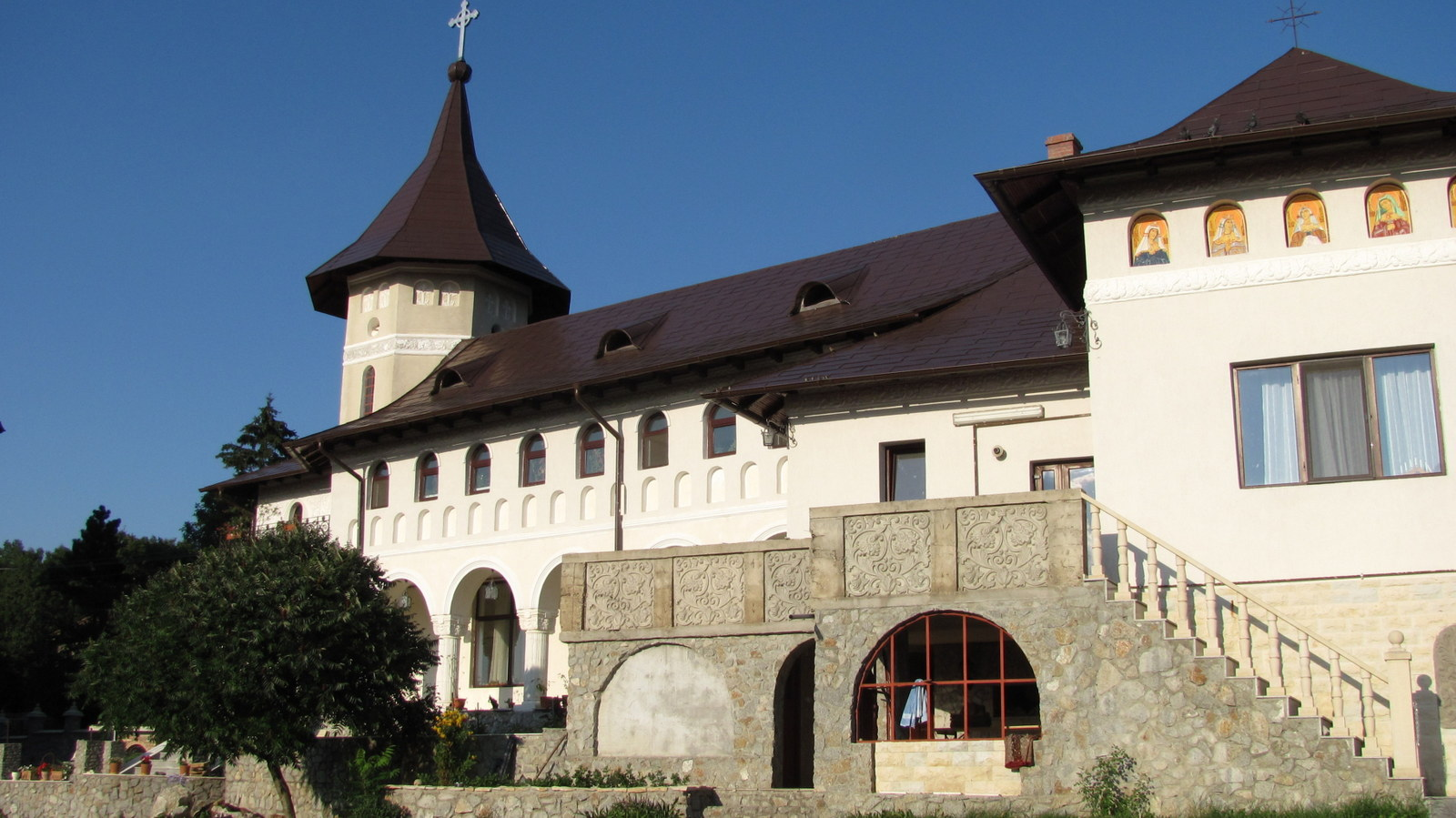
Mănăstirea "Sfânta Troiță". Corp de chilii cu turn de intrare în incintă (Feleacu, Cluj)
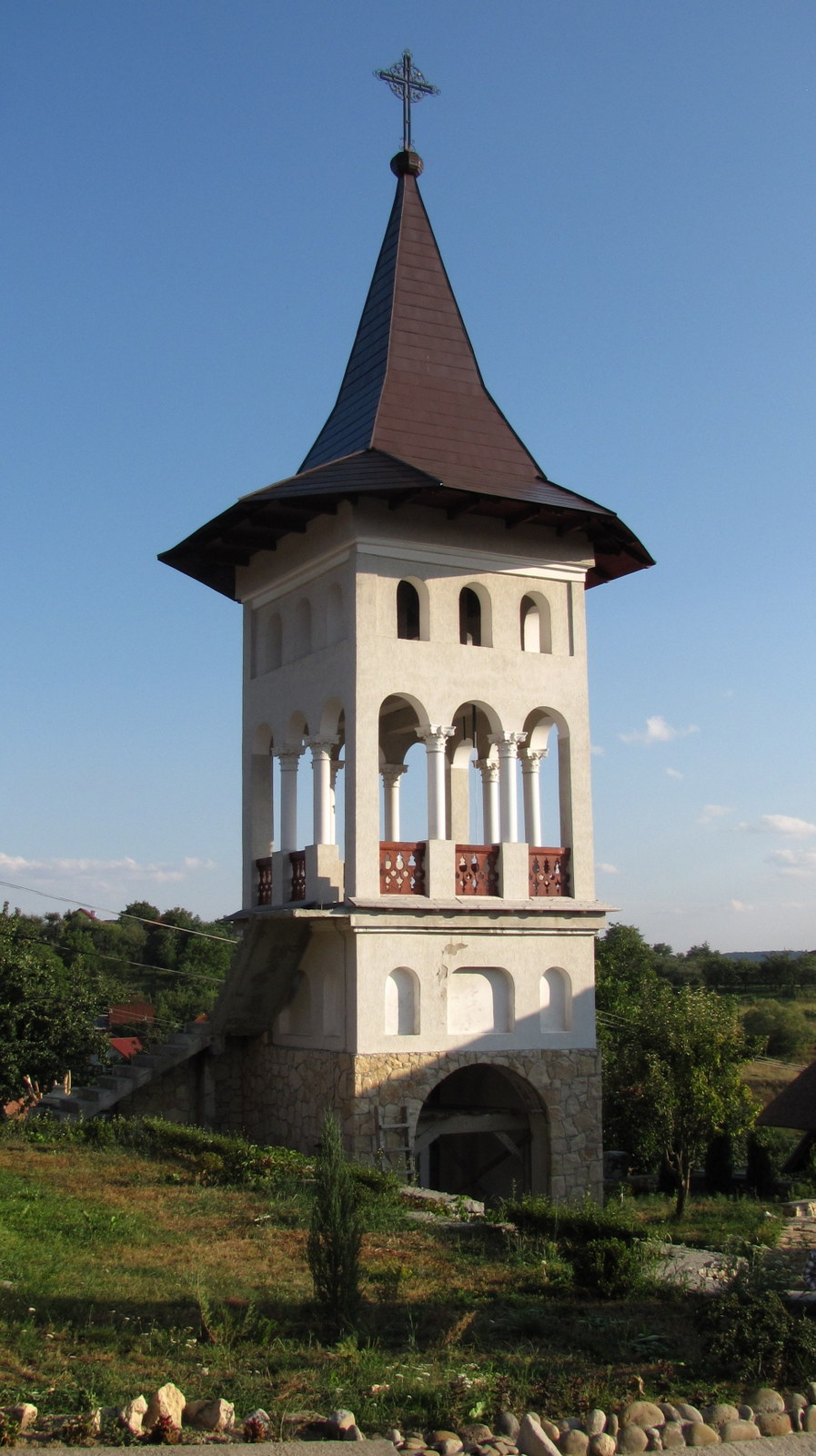
Mănăstirea "Sfânta Troiță". Turnul-clopotniță (Feleacu, Cluj)
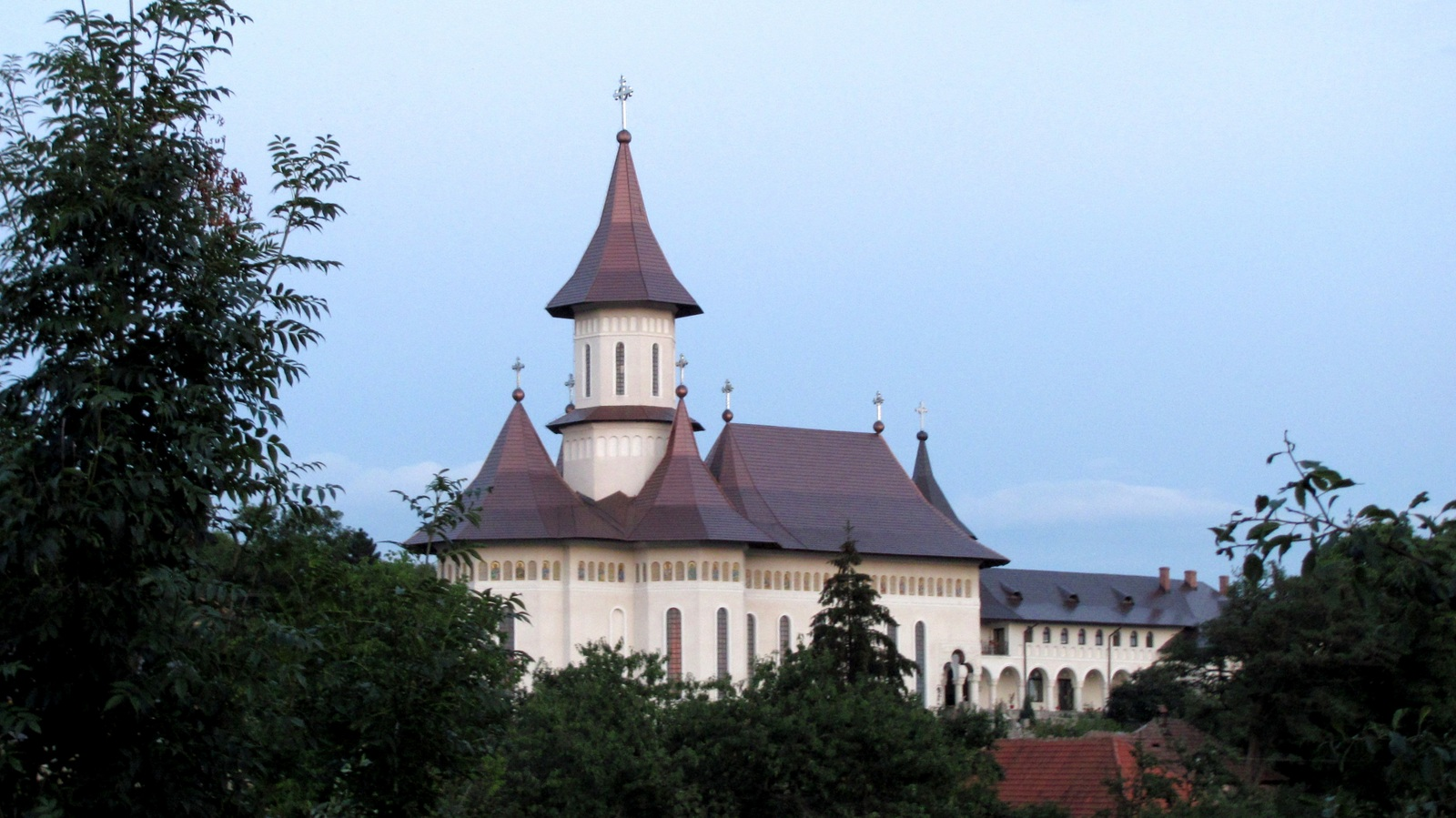
Mănăstirea "Sfânta Troiță". Paraclisul mănăstiresc
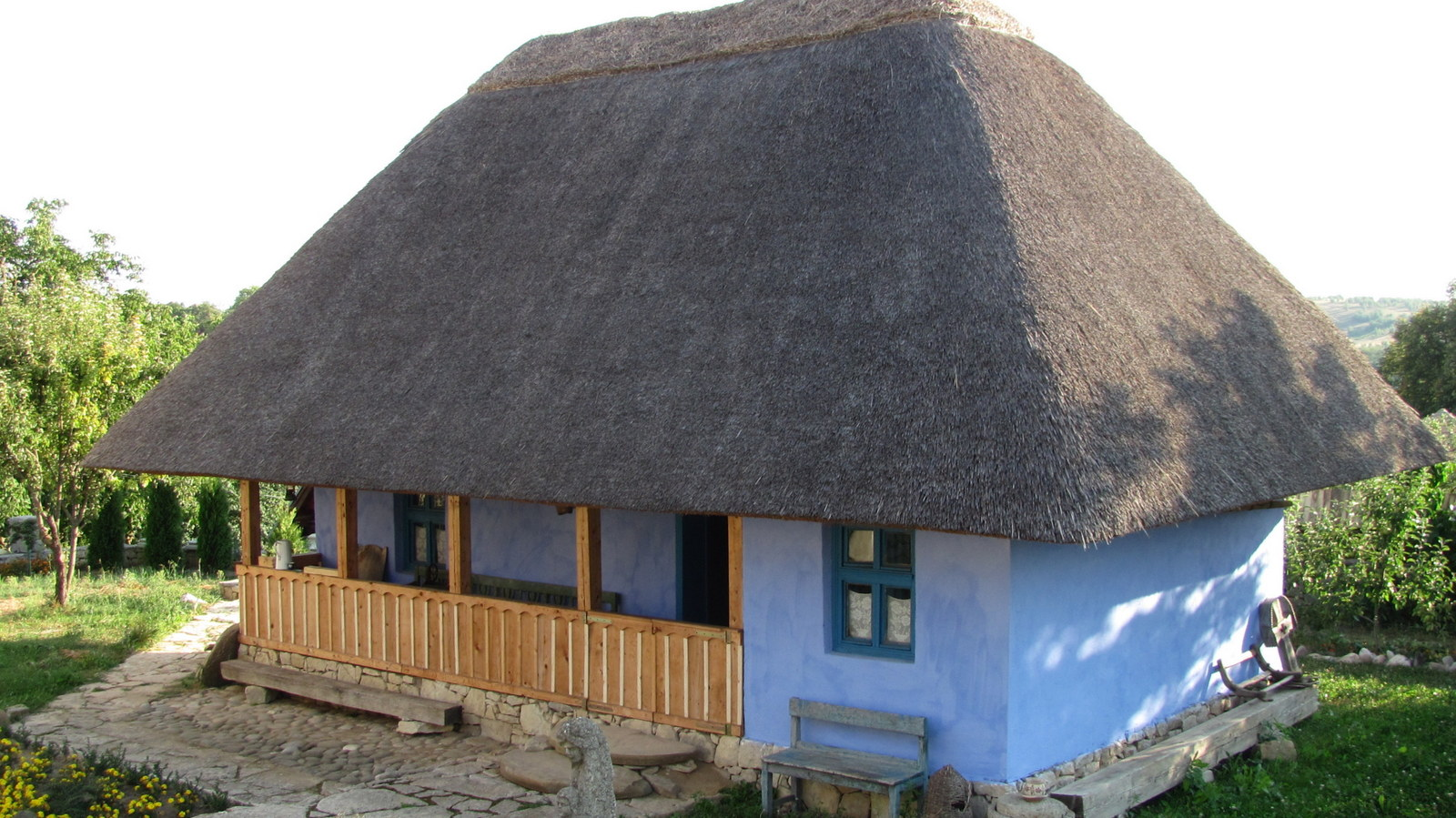
Mănăstirea "Sfânta Troiță". Casa-muzeu (Feleacu, Cluj)
 cu hramul 
 Sfântului Voievod
 Ștefan cel Mare 
 al Moldovei (Feleacu, Cluj)
- Mănăstirea "Sfânta Troiță". Biserica mare 
 cu hramul "Sfânta Troiță" (Feleacu, Cluj)
- Mănăstirea "Sfânta Troiță". Interiorul bisericii mari 
 cu hramul "Sfânta Troiță" (Feleacu, Cluj)
- Mănăstirea "Sfânta Troiță". Pisania bisericii mari 
 cu hramul "Sfânta Troiță" (Feleacu, Cluj)
- Mănăstirea "Sfânta Troiță". Corp de chilii cu turn de intrare în incintă (Feleacu, Cluj)
- Mănăstirea "Sfânta Troiță". Turnul-clopotniță (Feleacu, Cluj)
- Mănăstirea "Sfânta Troiță" (Feleacu, Cluj)
- Mănăstirea "Sfânta Troiță". Casa-muzeu (Feleacu, Cluj)